# Franc-maçonnerie en Espagne
La franc-maçonnerie en Espagne apparaît dès le XVIIIe siècle : la première loge espagnole est fondée à Madrid le 15 février 1728 par le duc de Wharton. Ses débuts sont difficiles car elle doit faire face à l'Inquisition jusqu'au début du XIXe siècle. Elle commence à se développer librement à partir du règne de Amédée Ier mais elle est à nouveau inquiétée durant la dictature de Miguel Primo de Rivera et surtout durant le franquisme. Durant cette période, la franc-maçonnerie disparaît d'Espagne, mais continue ses activités en exil. À partir de 1976, les loges se réinstallent en Espagne avec le soutien d'obédiences étrangères telles que le Grand Orient de France.
L'Espagne offre en 2015, une grande variété d'obédiences maçonniques telles que la Grande Loge d'Espagne et la Grande Loge symbolique espagnole mais aussi des obédiences régionales telles que le Grand Orient de Catalogne et la Grande Loge des Canaries. Le pays compte également des obédiences mixtes comme la Fédération espagnole du Droit humain et le Grand Orient ibérique ainsi qu'une obédience féminine, la Grande Loge féminine d'Espagne.

## Histoire

### LeXVIIIesiècle

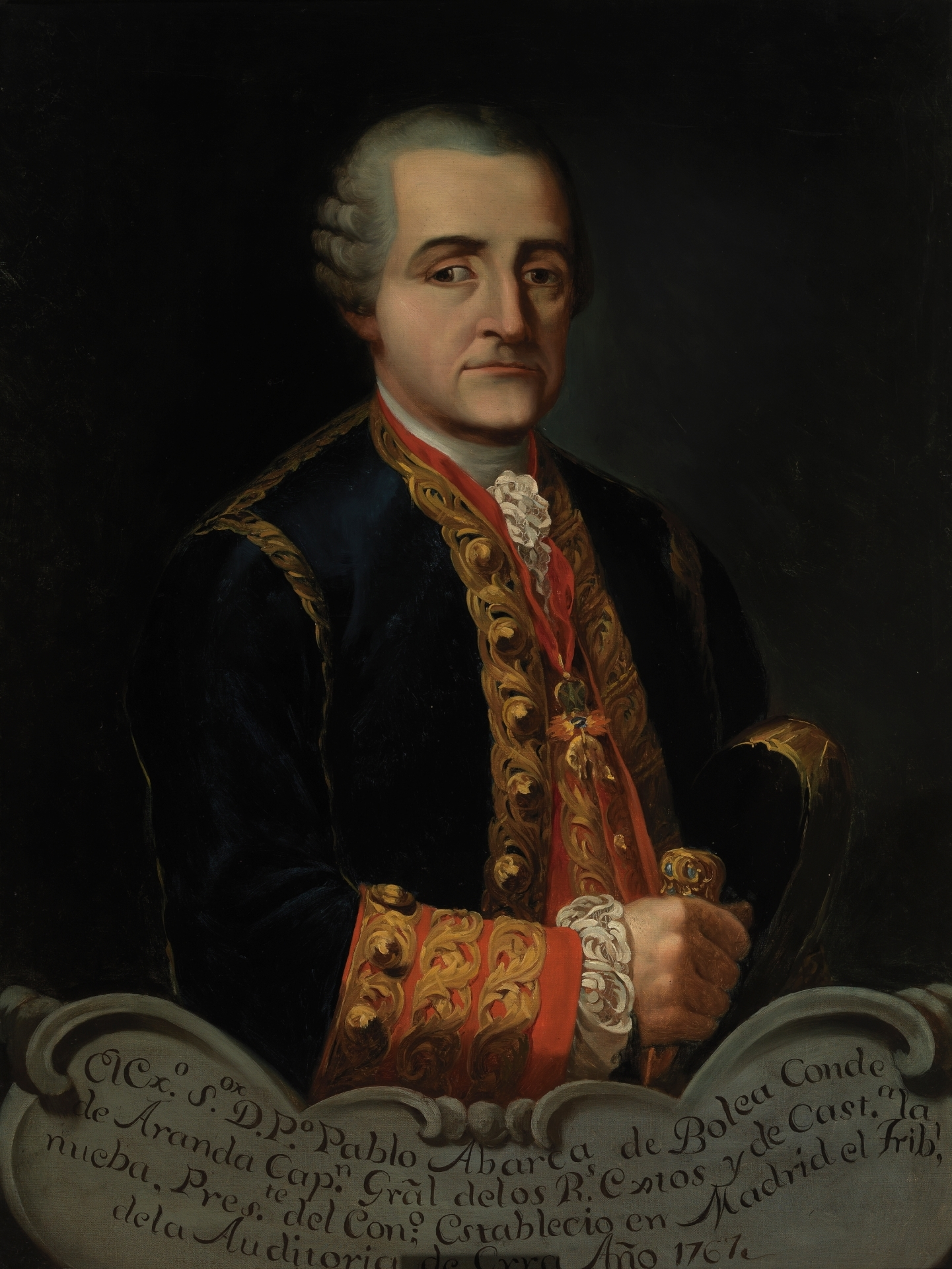
Portrait du Conte d'Aranda par Francisco Jover y Casanova

#### Les premières loges
La première loge espagnole est fondée en 1727 à Madrid par le duc de Wharton, ancien grand-maître, d'origine anglaise, sous le nom de « La Matritense » ou les « Trois fleurs de Ly s» (las Tres flores de lys) probablement d'après le nom de l'hôtel où elle se réunit. Elle reçoit une patente de la Grande Loge d'Angleterre le 29 mars 1729 où elle est inscrite sous le numéro 50,,.
En 1728, la loge « Saint Jean de Jérusalem » est constituée à Gibraltar et inscrite à la Grande loge d'Angleterre sous le numéro 51. En 1731, le capitaine James Cummerford, servant alors pour l'armée britannique à Gibraltar est nommé grand-maître provincial pour l'Andalousie, il s'agit alors de Gibraltar et des villes environnantes. En effet, Gibraltar est, depuis 1713, sous contrôle britannique et cette Grande Loge provinciale d'Andalousie commence à créer des loges dans le sud de l'Espagne.
Les membres des loges maçonniques espagnoles viennent à l'origine de France et de Grande-Bretagne mais rapidement les Espagnols rejoignent à leur tour les loges[réf. nécessaire].

#### Condamnation et persécution par l'Inquisition
Cependant, durant la majeure partie du XVIIIe siècle, il n'a pas été possible de créer une maçonnerie organisée et stable puisque les quelques loges fondées ont eu une vie brève et précaire en raison de l'Inquisition espagnole qui les persécutait. Le 28 avril 1738, le pape Clément XII publie l'encyclique In eminenti apostolatus specula condamnant la franc-maçonnerie et interdisant aux Catholiques de rejoindre les loges. En Espagne, la bulle papale reçoit un exequatur royal et l'Inquisiteur général publie un décret le 11 octobre 1738 déclarant que l'Inquisition est la juridiction unique en la matière et appelant à la dénonciation endéans les six jours sous peine d'excommunication et d'une amende de 200 ducats.
En 1740, Philippe V publie un premier décret sévère envers la maçonnerie. Son successeur, Ferdinand VI, publie un second décret le 2 juillet 1751 interdisant purement et simplement la maçonnerie. La loge fondée à Barcelone en 1748 par un militaire qui avait été initié à Nice est dénoncée à l'Inquisition deux ans plus tard puis est démantelée. Elle se recrée en 1776 mais à nouveau l'Inquisition la ferme et arrête tous ses dirigeants.
Un an après la promulgation du décret royal de Ferdinand VI en 1751 qui interdisait la maçonnerie, le père franciscain José Torrubia publia Sentinelle contre les francs-maçons (Centinela contra francmasones), un recueil de textes antimaçonniques étrangers. Le maçon fait ainsi l'objet d'anathème et est associé à des termes comme « hérétique, juif, athéiste, janséniste, manichéen », etc. L'usage fréquent de ces mots pour se référer aux maçons explique que jusqu'en 1843, le terme « franc-maçonnerie » n'apparaissait pas dans le Dictionnaire de la Real Academia Española qui la définissait de manière assez imprécise :« association clandestine dans laquelle sont utilisés différents symboles tirés de la maçonnerie comme des équerres, des niveaux, etc. »
Malgré les persécutions, la franc-maçonnerie continue ses activités en cachette.
Dans la seconde moitié du siècle, naît la grande loge fondée en 1760 par le conte de Aranda, premier ministre de Charles III. Il est par ailleurs connu que beaucoup de ministres de Charles III sont maçons ainsi que de nombreux nobles et militaires espagnols. À partir de 1780, la grande loge devient le Grand Orient d'Espagne dépendant ainsi idéologiquement des groupes de maçons français. En 1800, sous la direction du successeur de Aranda, le conte de Montijo, le grand orient comptait environ 400 loges,.

### LeXIXesiècle

#### L'Espagne sous la domination napoléonienne (1808-1813)
À la suite de l'invasion de l'Espagne par Napoléon en 1808, plusieurs loges militaires françaises s'installent, principalement en Catalogne. Il s'agit en réalité d'un instrument politique au service de la politique de Napoléon. Une de ces loges à Barcelone s'appelait « Les Amis fidèles de Napoléon » « Los Amigos fieles de Napoleón ». On rencontre aussi quelques loges composée de prisonniers français dans les Baléares. Ce type de maçonnerie bonapartiste a disparu dès que les troupes françaises ont quitté le pays en 1813.
À l'image de l'Espagne « pro-française » de la monarchie de Joseph Bonaparte, l'Espagne « patriote », celle qui ne reconnaissait pas l'Entrevue de Bayonne et qui continuait à reconnaître Ferdinand VII comme roi légitime a aussi vu se développer les loges maçonniques, tout comme les journaux antimaçonniques tels que Le Soleil de Cadix (El Sol de Cádiz 1812-1813) dans lequel il est dit « que s'était répandue sur toute l'Espagne une caste d'hommes pernicieux qui ne désirait rien d'autre que la subversion de l'Espagne et l'anéantissement de la Religion ». Un autre mythe qui apparaît alors est le caractère nocturne de l'activité des maçons. Dans un texte publié en 1812, l'avertissement suivant est lancé : « habitants de Malaga, fuyez ces loups qui ferrent leurs proies la nuit. » Ainsi reste immuable le mythe de l'antimaçonnisme du VIIIe siècle.

#### Le règne de Ferdinand VII (1813-1833)
Le point culminant de la persécution de la maçonnerie par l'Inquisition espagnole a eu lieu après la restauration en 1814 de la monarchie absolue par Ferdinand VII.
Le 19 janvier 1812, une cédule royale est promulguée par le Conseil de Régence interdisant la maçonnerie dans les colonies espagnoles. Lors de son arrivée, Ferdinand VII publie un édit royal le 24 mai 1814.

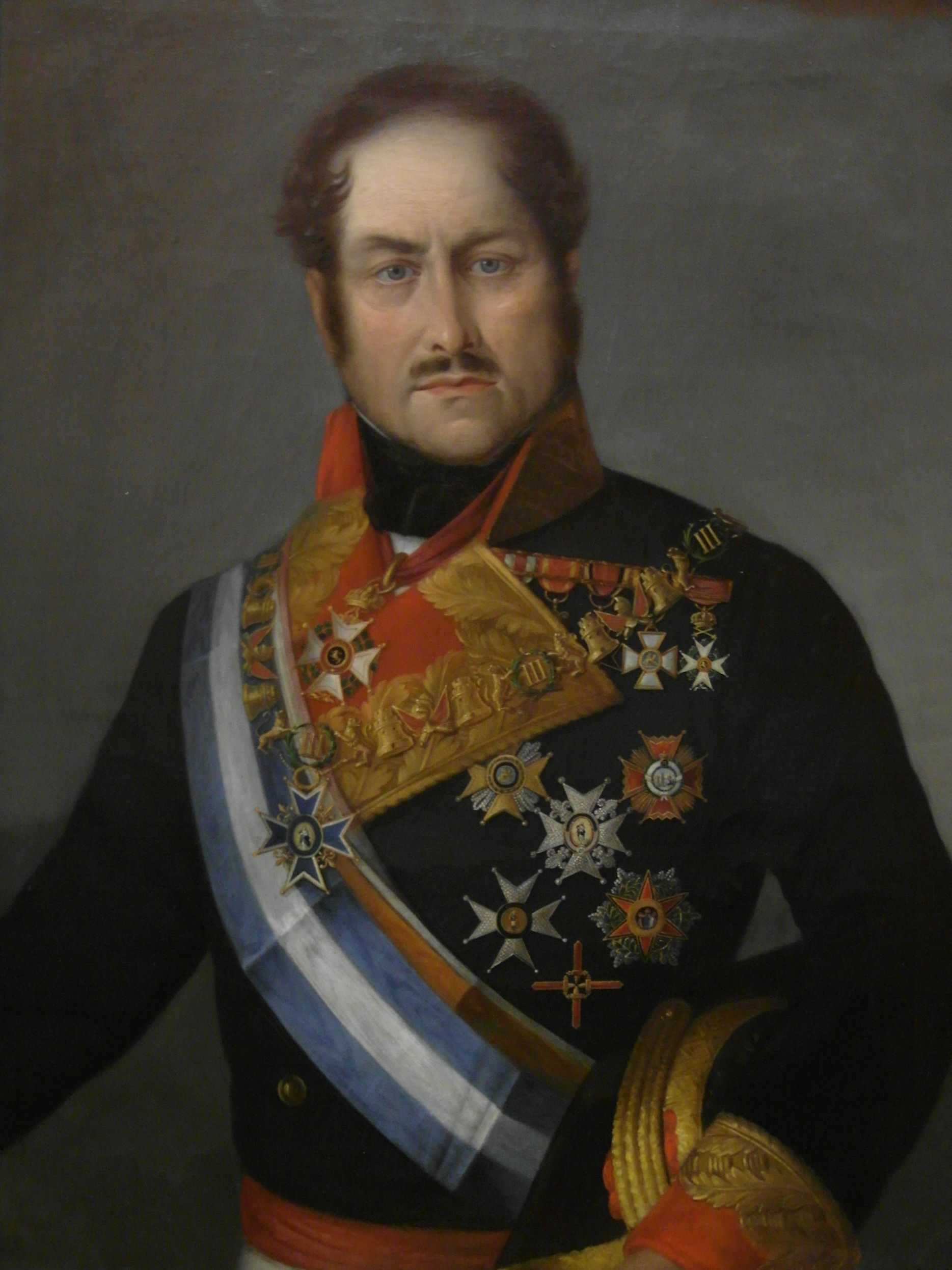
Portrait de Juan Van Halen, œuvre anonyme de 1853, Museo Naval de Madrid.

Le nouvel inquisiteur général, l’évêque Mier y Campillo, dont l'une des obsessions est la maçonnerie, l'a condamnée dans deux édits publiés au début de l'année 1815, dans la ligne du Saint-Siège. Mier accusait les maçons de « ne pas seulement conspirer contre les trônes mais beaucoup plus contre la religion » et encourageait la population à les dénoncer, en leur promettant l'anonymat. Beaucoup de dénonciations ont suivi, certaines fausses et des auto-accusations qui ont mené à la fermeture de loges et à la confiscation de leurs biens. Les maçons étrangers ont été expulsés d'Espagne et les maçons espagnols ont dû pratiquer des exercices spirituels. Toutefois, certains maçons n'ont pas reçu un traitement aussi bienveillant, c'est ce qui est arrivé au militaire libéral Juan van Halen qui, en 1817, a été torturé pendant deux jours après avoir été arrêté par l'Inquisition. Van Halen a raconté son histoire lui-même dix ans plus tard et Pío Baroja s'est chargé de l'écrire dans Juan van Halen, l'officier aventureux (Juan van Halen, el oficial aventurero ).
Les listes de maçons suspectés qui ont été élaborées alors (la plupart conservées par le roi) ont été un instrument utile dans les mains du pouvoir pour se débarrasser de personnes politiquement gênantes, bien qu'en réalité, elles n'appartiennent pas à la maçonnerie (du moins l'enquête n'a pas pu confirmer l'état maçonnique de ceux qui étaient repris dans ces listes) affirment Emilio La Parra et María Ángeles Casado.
La maçonnerie réapparaît dans le Triennat libéral (1820-1823) durant laquelle elle prend un rôle politique avant d'être à nouveau réprimée durant la « décennie abominable » (1823-1833). En 1824, Ferdinand VII a promulgué un décret royal qui interdisait "dans les territoires d'Espagne et des Indes, toutes les congrégations de francs-maçons, de comuneros, et d'autres sectes secrètes".
Ce qui montre jusqu'où l'obsession antimaçonnique pouvait aller est le chapitre Notions de franc-maçonnerie publié en 1828 dans lequel il était dit :« La Congrégation des Francs-maçons est un ordre militaire composé, selon des calculs approximatifs, d'un million d'hommes qu'ils peuvent appeler en cas de besoin et être aidés par deux autres millions de nouveaux frères et amis. [...] Tous les individus de la Congrégation mentionnée sont armés d'un marteau ».

#### Le règne d'Isabelle II (1833-1868)
En 1834, la régente Marie-Christine de Bourbon-Siciles décrète une amnistie pour les francs-maçons mais maintient l'interdiction de la maçonnerie elle-même. Peu après le Grand Orient national d'Espagne est fondé et en 1839, le Souverain Chapitre départemental de Barcelone dépendant du Grand Orient.
Durant cette période, les maçons demeurent dans la clandestinité, ce qui n'empêche pas qu'à partir du « biennat progressiste (1854-1856) », la maçonnerie ne prenne un nouvel élan, particulièrement à Cuba où certaines loges maçonniques participeront au mouvement indépendantiste, ce qui s'était produit auparavant dans les colonies d'Amérique latine qui s'étaient émancipées de l'Espagne entre 1810 et 1825.
Entre 1837 et 1868, la maçonnerie espagnole est clandestine, ce n'est qu'à partir de 1869 que la franc-maçonnerie renaît au grand jour.
Les régions les plus concernées par la franc-maçonnerie sont la Catalogne, l'Andalousie, le Levant et les Baléares, autrement dit l'Espagne portuaire et industrielle.

#### Sexennat démocratique (1868-1874)
L'expansion de la franc-maçonnerie se produit durant le Sexennat démocratique. Profitant de la liberté proclamée par la Glorieuse Révolution de 1868, les obédiences prolifèrent en interprétant à leur manière les principes de base de la maçonnerie pour donner naissance au Grand Orient hispanique, au Grand Orient ibérique, au Grand Orient d'Espagne (qui absorbera rapidement les deux premiers) et au Grand conseil général ibérique et sa Grande Loge symbolique espagnole du rite ancien et primitif oriental de Memphis-Misraïm.
Mais au même moment des conflits surgissent entre les deux obédiences, le Grand Orient national d'Espagne et le Grand Orient d'Espagne. Cette dernière est plus démocratique et a comme grand maître Manuel Ruiz Zorrilla, un des hommes politiques les plus importants de la période et qui est président du gouvernement en 1872-1873 durant le règne d'Amédée Ier. En 1876, il est remplacé par Práxedes Mateo Sagasta, un autre homme politique important de cette époque et un des piliers de la restauration bourbonienne en Espagne avec Cánovas del Castillo ; à partir de cette même année, le sénateur marquis de Seoane prend la tête de l'obédience la plus conservatrice, le Grand Orient national d'Espagne.
Durant cette période, les maçons peuvent se déclarer au grand jour et exprimer publiquement leurs opinions. Le 1er mai 1871, sort le Bulletin officiel du Grand Orient d'Espagne (Boletín Oficial del Gran Oriente de España en espagnol) et l'année suivante, le Dictionnaire maçonnique de poche (Diccionario Masónico de bolsillo) voit le jour à Pertusa. On peut y lire que la franc-maçonnerie est « une association d'hommes libres et de bonnes mœurs qui a pour unique et exclusif objectif l'amélioration sociale de l'humanité. »
Mais les œuvres antimaçonniques fleurissent également durant le Sexenio. Certaines expriment leur désaccord avec le fait que « une association à caractère civilisateur, bénéfique et moral » doivent être « voilée sous le mystère » et que pour « faire le bien, elle doive s'entourer de ténèbres », aussi il est dit que « la maçonnerie se cache systématiquement aux yeux de tous et qu'une association que travaille de la sorte ne peut pas représenter le bien et la vérité ».

#### Le retour des Bourbons (1875-1902)

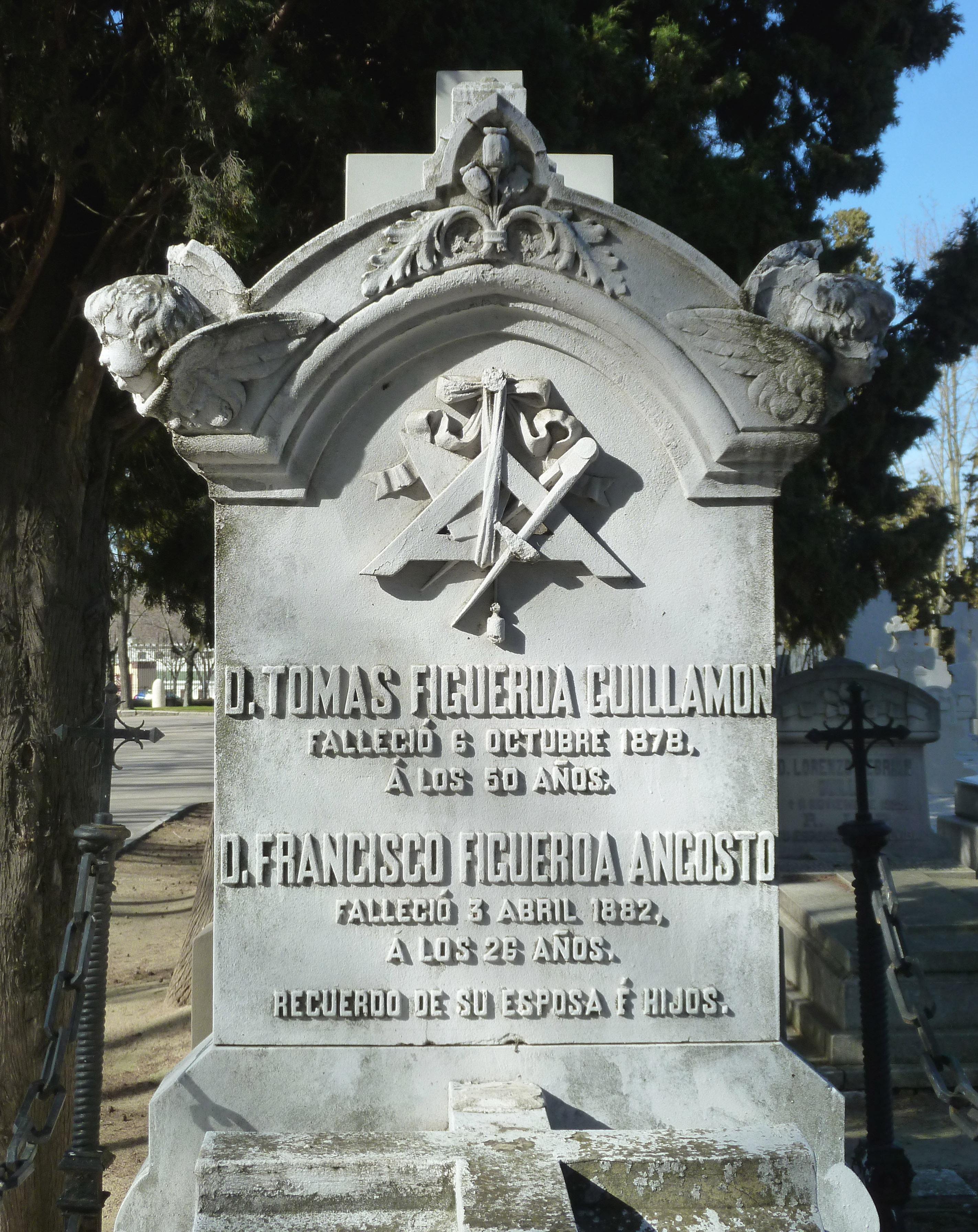
Tombe maçonnique de la Famille Figueroa (1878) au cimetière de la Almudena à Madrid

La Constitution de 1876 établit la liberté de culte et entraîne une modification du Code pénal, aussi, les loges peuvent travailler presque librement. Enfin, la Loi d'associations de 1887 offre à la maçonnerie un cadre juridique pour exister. Omettant leur caractère maçonnique, les organismes maçonniques se déclarent auprès des institutions d'État comme des associations culturelles, éducatives, etc. En juillet 1889, le Grand Orient espagnol est la première institution maçonnique à se déclarer comme telle.
Cette période est marquée par la coexistence de différentes obédiences qui se divisent et fusionnent en raison, la plupart du temps, de conflits de personnes mais aussi parfois, de motifs idéologiques.
Le 23 août 1886 a lieu à Barcelone l'assemblée constituante de la Grande Loge régionale symbolique catalane qui se transforme en 1888 en Grande Loge catalano-baléare avec 22 loges et un millier de membres. À l'occasion d'un traité d'amitié et de reconnaissance signé le 17 juillet 1887, le Grand Orient national d'Espagne (es) reconnaît la Grande Loge catalano-baléare comme la seule obédience symbolique en Catalogne.
En 1889, le Grand Orient national d'Espagne s'associe au Grand Orient espagnol (es) pour fonder le Grand Orient d'Espagne (es). Un an plus tard, l'obédience compte 120 loges[réf. nécessaire].
À cette époque, la franc-maçonnerie est composée de la classe moyenne et de la petite bourgeoisie parfois à la limite des classes populaires. Si la maçonnerie réunit à la base des intellectuels, son intérêt pour la démocratie, la liberté et le progrès humain attire également des membres des mouvements ouvrier et syndical en Europe.
À la fin du XIXe siècle, la franc-maçonnerie est accusée d'être responsable de la crise coloniale qui entraîne l'indépendance des Philippines (1896) et de Cuba (1898). Le 21 août 1896, le gouverneur de Madrid saisit les archives du Grand Orient espagnol. Plusieurs responsables francs-maçons sont arrêtés et emprisonnés. L'obédience doit cesser ses activités quelques mois plus tard suivie par les autres composantes de la franc-maçonnerie espagnole[réf. nécessaire].

### LeXXesiècle
Le GOE ne reprend officiellement ses activités qu'en 1900 à l'occasion du congrès maçonnique international de Paris. À partir de là, l'obédience ouvre des loges en Catalogne, dans la région de Valence, en Andalousie mais aussi à l'étranger (États-Unis, Porto Rico etc.).

#### Le règne d'Alphonse XIII (1902-1931) et la dictature de Miguel Primo de Rivera (1923-1930)
La maçonnerie n'est pas tout à fait étrangère aux conflits politiques que l'Espagne vit durant les premières décennies du XXe siècle. Ce qui a peut-être le plus de répercussions dans son organisation est la "question régionale" à travers laquelle s'affrontent deux visions de l'État espagnol : une vision centralisée et une autre fédérale. Ainsi, le Grand Orient espagnol défend un modèle centralisé avec un siège à Madrid tandis que la Grande Loge symbolique régionale Catalano Balaer est en faveur du fédéralisme, ce qui l'amène à opérer dans toute l'Espagne à partir de 1921 sous le nom de Grande Loge espagnole, menaçant ainsi l'hégémonie dont dispose jusqu'alors le Grand Orient espagnol.
Le modèle que veut suivre la Grande Loge espagnole est celui de la maçonnerie américaine, elle propose ainsi de créer une Grande Loge indépendante dans chaque région ou nationalité ibérique (ce qui inclut le Portugal). La réponse du Grand Orient espagnol est de se doter deux ans plus tard, sur la proposition des loges catalanes, d'une structure similaire. Son organisation en Catalogne, par exemple, devient alors la Grande Loge du nord-est de l'Espagne.

Le symbole de la Fédération des travailleurs de la région espagnole de l'Association internationale des travailleurs.

D'autre part, en ce début de XXe siècle, les loges cessent d'être un lieu exclusif des classes moyennes en intégrant la classe ouvrière bien qu'elle soit minoritaire. Les pionniers en la matière sont quelques anarchistes catalans, qui entrent dans les sociétés maçonniques à partir de la fin du XIXe siècle, tout comme certains dirigeants de la Fédération des travailleurs de la région espagnole parmi ceux repris par Anselmo Lorenzo qui, à partir de 1883, a une activité intense dans la loge barcelonaise Les fils du travail (Hijos del Trabajo). Il sera ensuite vénérable maître et orateur de la loge La loyauté (Lealtad),
L'obédience mixte Le Droit humain s'implante dans le pays dès 1915 avec la création d'un triangle à Madrid sous le nom de "Saint-Alban" (San Albano). Manuel Treviño, égyptologue et théosophe reconnu, est le pionnier de la maçonnerie mixte en Espagne avec le soutien du Grand Orient espagnol. En 1928, la juridiction espagnole du Droit humain compte quatre loges de plus : "Lumière" à Almeria, “Compte de Saint-Germain” à Barcelone, "Hermès" à Malaga et "Zanoni" à Séville.
Cependant, après le triomphe de la révolution d'Octobre 1917 en Russie, la IIIe Internationale créée par les dirigeants bolchéviques interdit en 1921 l'appartenance à la maçonnerie aux membres des partis qui la rejoignent, considérant qu'il s'agit d'une institution "bourgeoise". Cette même année, les loges catalanes La loyauté (que Lluís Companys rejoindra l'année suivante) et Phénix du Grand Orient espagnol, éditent un livret (signé par Manuel Portela Valladares) condamnant la IIIe Internationale.
En 1921, l'Association maçonnique internationale est fondée sur proposition du Grand Orient de France. Dans le cadre de cette organisation, le Grand Orient d'Espagne (es) cherche à isoler la Grande Loge catalano-baléare sur un plan international. Cet évènement est donc source de conflit entre les deux obédiences qui sont pourtant liées par un accord d'amitié et de reconnaissance de 1887 renouvelé en 1914. En 1923, à la suite de cette série de désaccords avec le Grand Orient d'Espagne, la Grande Loge catalano-baléare décide d'étendre sa juridiction à tout le territoire espagnol et devient ainsi la Grande Loge symbolique espagnole afin ouvrir des loges dans tout le pays.
En 1923, la dictature de Miguel Primo de Rivera est une période difficile pour la maçonnerie espagnole qui ne retrouve toute sa vitalité que sous la Seconde République. La politique répressive de la dictature en ce qui concerne la franc-maçonnerie est considérée comme arbitraire et incohérente car, par exemple, "tandis qu'à Madrid, on célèbre la VIe Assemblée nationale symbolique (mai 1927), beaucoup de loges catalanes sont fermées et certains de leurs membres emprisonnés". Durant cette période, le Grand Orient espagnol continue à être majoritaire puisqu'il compte plus de cent loges, bien que la Grande Loge espagnole dépasse les cinquante loges.

#### La Seconde République espagnole (1931-1939)
La Seconde République est accueillie favorablement par les maçons espagnols. Dans son bulletin de juin 1931, le Suprême conseil d'Espagne affirme son soutien. L'idéologie maçonnique de cette période est marquée par l'attachement à la république et à la laïcité voire par un anticléricalisme assez virulent. En 1936, La Grande Loge espagnole et le Grand Orient Espagnol soutiennent le Front populaire (Espagne) (Frente popular) qui remporte les élections.
La proclamation de la Seconde République espagnole a ouvert une nouvelle étape dans l'Histoire de la franc-maçonnerie en Espagne. La propagande franquiste a voulu plus tard disqualifier la Seconde République espagnole en arguant qu'elle était l’œuvre de la maçonnerie. Il est certain que dans les Cortes constituantes de 1931, il y avait une présence importante de membres de loges maçonniques bien qu'ils n'étaient pas majoritaires : 183 sur 458 selon Ferrer Benimeli. Ils se trouvaient en particulier dans les groupes parlementaires républicains de gauche (dans la Gauche républicaine de Catalogne, 10 députés sur 26 étaient maçons, dans Action républicaine, 19 sur 28, dans le Parti radical socialiste, 34 sur 54, chez les fédéraux de différentes tendances, 48 sur 99) et dans le groupe du Parti socialiste ouvrier espagnol (44 sur 119). Dans le gouvernement provisoire de la Seconde République espagnole, six ministres sur onze étaient maçons. Toutefois, selon Pere Sánchez, « il n'est pas possible de conclure à partir de ces données que les maçons formaient un groupe uniforme en termes d'intentions et de pratiques politiques ». La franc-maçonnerie espagnole ne peut pas être considérée « comme un groupe de pression auquel sont subordonnés les comportements individuels et les lignes directrices de certains partis. Il est évident qu'il a existé une vocation politique claire, mais elle n'a jamais été d'un seul parti mais de tendance et de principes généraux qui s'inscrivaient dans le cadre d'idéaux démocratiques et de justice sociale, qui en aucun cas ne sont ou n'ont été propres à la maçonnerie ».
Dans son livre Régime politique de coexistence en Espagne, Niceto Alcalá Zamora, premier président de la république, déclare : « pour le triomphe de la République qui a été un mouvement spontané, la maçonnerie n'a exercé aucune influence décisive, ni nécessaire, ni même perceptible ».".

#### La Guerre civile espagnole (1936-1939) et la dictature franquiste (1939-1975)

##### La Guerre civile: le début de la répression
Le soulèvement militaire du 18 juillet 1936 commandé par le général Franco provoque le début de la guerre civile espagnole. Durant cette période, les maçons sont persécutés dans les zones sous contrôle nationaliste et à la fin de la guerre, toutes les loges sont démantelées.

Fervent opposant à la maçonnerie, il promulgue son premier décret contre la maçonnerie dès le 15 septembre 1936. À cette date, de nombreux maçons ont déjà été assassinés. Il décrète le 21 décembre 1938 que toutes les inscriptions ou symboles maçonniques doivent être effacés dans les cimetières.

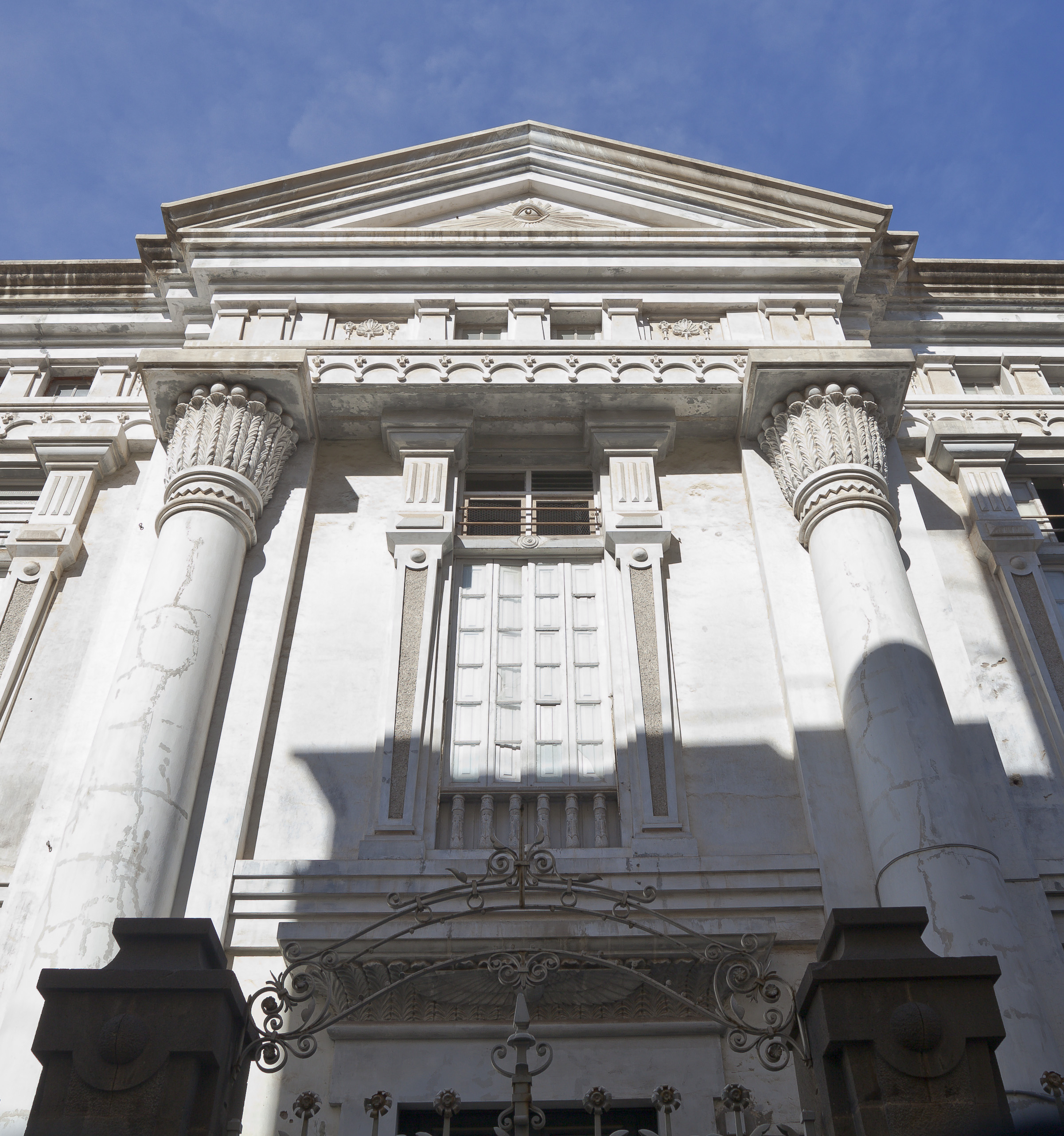
Temple maçonnique de Santa Cruz de Tenerife, un des rares temples maçonniques à avoir survécu à la dictature franquiste en Espagne

Le 1ermars 1939, à la fin de la Guerre civile, le Grand Orient espagnol et la Grande Loge espagnole publient un appel à tous les ateliers et les maçons du monde, pour leur annoncer la victoire du franquisme et qu'elle se voit dans l'oblication d'abandonner le pays. Elle adjoint un appel à l'aide pour les fères en exil forcés.

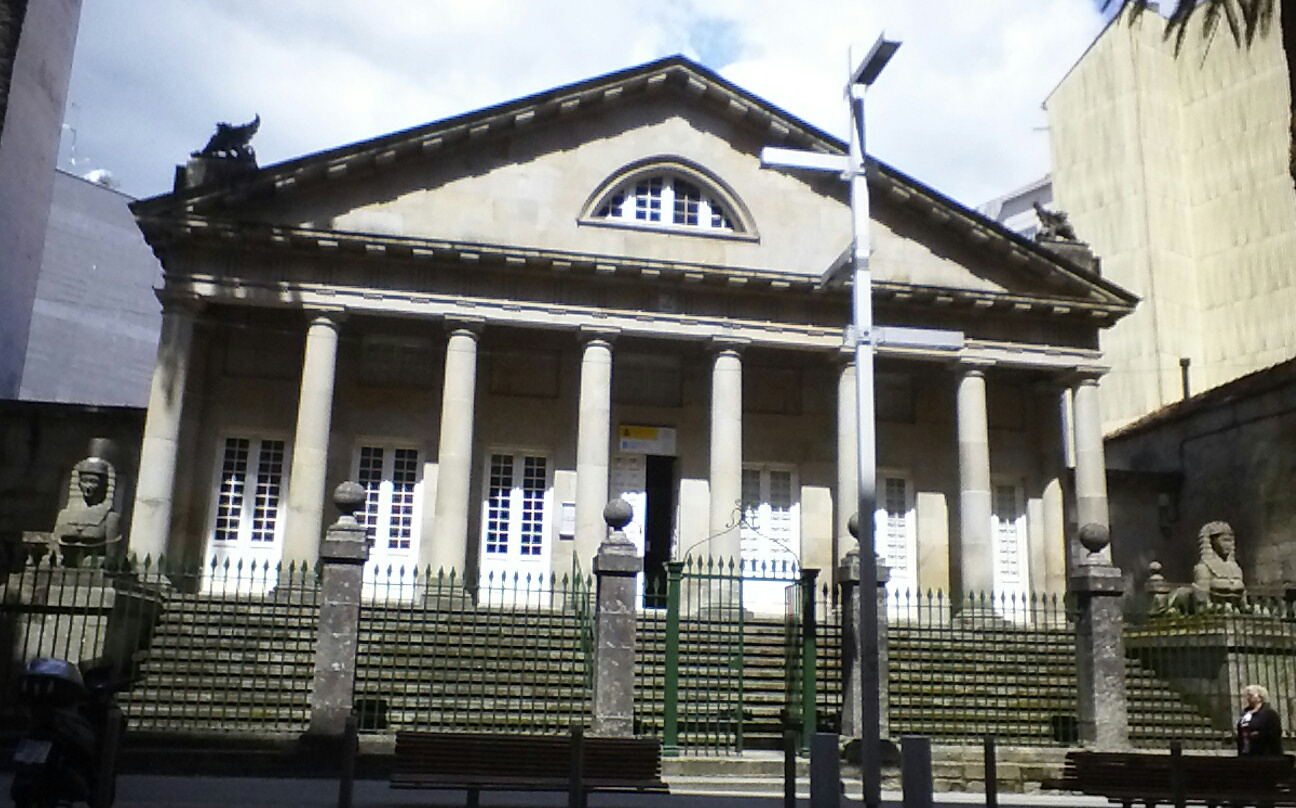
Maison des Fonseca à Pontevedra

De nombreux centres et temples de maçonnerie ont été détruits dans tout le pays. En 1936, le premier décret contre la franc-maçonnerie imposé par Franco, le temple maçonnique de Santa Cruz de Tenerife (le plus grand centre maçonnique de l'Espagne jusque-là) a été fermé, et profanée réquisitionnée par la Phalange espagnole. Cependant, contrairement à ce qui s'est passé dans le reste du pays, ce temple n'a jamais été détruit.

##### La répression totale sous le régime franquiste
La chute de la Seconde République et la mise en place de la dictature de Francisco Franco met fin à la vie maçonnique en Espagne. Durant la répression qui a suivi la guerre civile, on estime qu'environ 10 000 Espagnols ont été fusillés pour le simple fait d'être franc-maçon.
La première loi anti-maçonnique du régime franquiste, la « Loi de responsabilités politiques » est promulguée le 9 février 1939. La « Loi pour la répression de la maçonnerie et du communisme » est promulguée un an plus tard, le 1er mars 1940. Elle définit la maçonnerie comme une « institution secrète qui sème des idées dissidentes contre la religion, la Patrie et l'harmonie sociale »." Un Tribunal spécial pour la répression de la maçonnerie et du communisme est mis en place la même année par la dictature franquiste. En 1963, le Tribunal d'ordre public lui succède.
Malgré l'antimaçonnisme qui anime le régime, des loges obtiennent le droit de fonctionner en Espagne dans les bases militaires américaines. Toutefois, le régime continuera jusqu'au bout à accuser les maçons de ses échecs politiques et diplomatique, et même de certains attentats comme celui, en 1973, de l'amiral Carrero Blanco, alors Chef du gouvernement.

##### La franc-maçonnerie espagnole en exil
Les obédiences se reconstituent en exil et des loges espagnoles sont créées au sein d'obédiences étrangères. À partir de 1943 au Mexique, des obédiences espagnoles commencent à se recréer telles que la Grande Loge espagnole, le Grand Orient espagnol et le Suprême Conseil espagnol. La participation de certains maçons espagnols restés au pays lors de leurs voyages à l'étranger ouvre la possibilité d'une reprise des activités maçonniques en Espagne.
Le grand maître du Grand Orient espagnol était Antonio de Villar Massó qui, avec d'autres maçons espagnols en exil comme Joan Bertran Deu ont été accueillis par le Grand Orient de France. Durant les dernières années du régime franquiste, des loges commencent à se récréer en Espagne mais ne dépendent d'aucune obédience. En 1974, des maçons espagnols revenus d'exil fondent la loge "Persévérance" (Perseverança) qui sera une des premières loges de la Grande Loge d'Espagne après la mort de Franco. En 1975, des Espagnols résidents à Gérone sont initiés dans une loge de Toulouse, ville qui accueille les maçons fuyant le régime franquiste.

#### Le retour de la démocratie (1975)

##### Légalisation de la franc-maçonnerie en Espagne
Après la fin de la dictature, la franc-maçonnerie espagnole peut renaître de ses cendres avec le soutien d'obédiences étrangères.
Après l'approbation de la Constitution de 1978, la maçonnerie a été légalisée en Espagne le 19 mai 1979 par une sentence de le chambre du contentieux administratif de l'Audience nationale espagnole qui a annulé une résolution de la direction générale de la police intérieure du 7 février de la même année qui avait déclaré illégale l'association "Grand Orient espagnol" (Maçonnerie espagnole symbolique régulière). L'Audience nationale a basé sa sentence sur le libre droit d'association reconnu et protégé par la Constitution.

##### Création de la Grande Loge d'Espagne et de la Grande Loge fédérale d'Espagne
En 1976, la Grande Loge nationale française autorise l'initiation de candidats espagnols dans la loge « La constance catalane » à Perpignan. La GLNF soutient ensuite la création de quatre loges régulières en Espagne sous la juridiction de la Grande Loge provinciale d'Occitanie : « Saint Jean de Catalogne » (à Barcelone, le 14 mai 1977), "Sant Jordi" (à Gérone, le 15 octobre 1978), « la Persévérance » (reconnue en octobre 1979), et « la Concorde » (à Madrid en 1980). Le 16 juin 1980, ces quatre loges rejoignent la Grande Loge de district d'Espagne nouvellement créée sous la coupe de la GLNF.
La Grande Loge d'Espagne est fondée à Madrid le 6 novembre 1982 avec le soutien de la Grande Loge nationale française. La nouvelle obédience est reconnue comme régulière par la Grande Loge unie d'Angleterre le 16 septembre 1987. Le 31 mars 2001, elle absorbe le Grand Orient espagnol, devenant devenant ainsi l'unique obédience régulière d'Espagne. La Grande Loge d'Espagne est basée à Barcelone et compte 170 loges en 2015.

##### Le retour du Grand Orient espagnol
De retour d'exil, le Grand Orient espagnol organise, le 2 novembre 1977, la première assemblée maçonnique depuis la fin de la guerre civile mais se divise en plusieurs obédiences : le Grand Orient espagnol et le Grand Orient espagnol uni. Les deux obédiences sont reconnues mais le Grand Orient espagnol uni rejoint finalement la Grande Loge d'Espagne. Une fois que tous ses membres ont adhéré à leur nouvelle obédience, le GOEU est dissout en septembre 1983.
En 1980, une nouvelle scission donnera naissance à la Grande Loge symbolique espagnole[réf. souhaitée] qui a des ateliers mixtes, masculins et féminins et fait partie du CLIPSAS.

##### Reprise des travaux du Droit humain
Le Droit humain, déjà présent en Espagne avant la dictature franquiste interrompt ses travaux en 1938 pour les poursuivre en exil. Il s'agit donc d'une reprise d'activité en Espagne soutenue par des maçons à l'étranger. En 1974, il participe à la fondation d'une loge indépendante à Irun appelée « La lumière revient » (« La luz vuelve »). Il faut encore attendre quelques années pour voir naître le 24 juin 1978 la loge « Ferrer i Guardia » à Barcelone avec l'appui du Grand Orient espagnol qui sera la base du retour du Droit humain en Espagne. L'année suivante est fondée la loge « L'aube du levant » à Valence et la loge « Liberté » à Madrid en 1980 permettant la constitution d'une fédération espagnole le 23 mars 1981.

##### Création d'autres obédiences
En 1976, la loge « Catalunya » est créée à Barcelone, il s'agit d'une des premières loges nouvellement créées dans l'Espagne post-franquiste. Elle sera, sous le nom « Perseverança », la base du Grand Orient de Catalogne (ca) créé en 1989.
S'ajoutent à cela le Grand Orient féminin d'Espagne et la Grande Loge féminine d'Espagne dans le cadre de la maçonnerie féminine ainsi que d'autres d'implantation régionale comme la Grande Loge des Canaries, et la Grande Loge de Catalogne (es)[réf. souhaitée].

## Portrait des maçons espagnols publié dansEl País
En 2011, la Grande Loge d'Espagne a publié le premier baromètre maçonnique qui offrait un portrait de qui sont les membres de ce groupe et de quelles sont leurs préoccupations. D'après le résumé publié dans le journal El País, il s'agit de personnes croyantes (32 % se déclare chrétiens, sans préciser une religion de manière spécifique, 11,6 % catholiques romains), avec de fortes (mais différentes) convictions politiques (28 % se déclare libéral, 16,3 % sociaux-démocrates et 15,6 % conservateurs) et ils considèrent que le problème majeur que l'Espagne affronte en ce moment est la crise des valeurs.
De plus, à part les chrétiens et les catholiques, il y a, dans une moindre mesure (moins de 5 % pour chaque catégorie), des protestants, des anglicans, des juifs et des bouddhistes. Mais la plus grande catégorie, sans aucun doute, est celle de ceux qui se déclarent simplement spirituels dans aucune attache religieuse (35 %). L'étude explique qu'il n'y a pas de maçons qui se déclarent simplement athées (face à 8,8 % dans la société en général) en citant l'essence même de la franc-maçonnerie qui compte dans ses fondements la foi dans un pouvoir suprême.